# Markus Brzenska
Markus Brzenska (Lünen, Alemania Federal, 25 de mayo de 1984) es un exfutbolista y actual entrenador alemán con ascendencia polaca. Durante su carrera como jugador se desempeñaba como defensa. Actualmente es entrenador asistente del FC Viktoria Colonia.

## Clubes
| Club                | País     | Año         | Partidos | Goles |
| Borussia Dortmund   | Alemania | 2002 - 2008 | 86       | 6     |
| → MSV Duisburgo     | Alemania | 2008 - 2009 | 33       | 2     |
| FC Energie Cottbus  | Alemania | 2009 - 2014 | 63       | 1     |
| FC Viktoria Colonia | Alemania | 2014 - 2017 | 73       | 2     |